# František Chudoba
František Chudoba (4. června 1878, Dědice u Vyškova – 7. ledna 1941, Brno) byl český anglista, literární historik a překladatel. Od roku 1920 byl profesorem anglické filologie na Masarykově universitě v Brně.

## Život
Narodil se v rodině dědického mlynáře Jana Chudoby a Marie, rozené Smejkalové. V roce 1897 maturoval na Vyšším reálném gymnáziu v Přerově. Začal studovat na lékařské fakultě University Karlovy, studium ale po třetím semestru ze zdravotních důvodů přerušil. Přešel na filosofickou fakultu UK, kde vystudoval obor čeština – němčina. Zde byl mimo jiné žákem Jana Gebauera a Václava Emanuela Mourka. Studium zakončil doktorátem v roce 1905 a to prací o Janu Blahoslavovi. Dále studoval v Lipsku (1899–1900), Berlíně (1909) a Oxfordu (1910). Habilitoval v roce 1912 v Praze. V roce 1920 byl jmenován řádným profesorem anglické filologie na filosofické fakultě Masarykově universitě v Brně.
Nejprve působil jako středoškolský profesor v Kroměříži a Velkém Meziříčí (1902–1904), Brně (1904–1906) a v Praze (1912–1918). Od roku 1920 až do své smrti působil jako řádný profesor anglické řeči a literatury na FF MU v Brně. V roce 1927–1928 byl též děkanem fakulty. Vedle toho byl v letech 1920–1922 externím profesorem českého jazyka a literatury na King's College v Londýně.
V redakci časopisu Novina se seznámil s F. X. Šaldou, se kterým je pak pojilo celoživotní přátelství.
Zemřel v roce 1941 a je pohřben na městském hřbitově v Přerově-Šířavě. Jeho synem byl historik, politik a publicista Bohdan Chudoba.

### Členství ve vědeckých organizacích a spolcích
- Královská česká společnost nauk, od 1939
- Česká akademie věd a umění, od 1940
- Matice moravská

## Spisy
- Wordsworth : Pokus o třídění, Praha : Grosman & Svoboda, 1911
- O dvou universitách anglických, Praha : 1915 – článek z Výroční zprávy reálného gymnázia v Truhlářské ulici
- Básníci, věštci a bojovníci, Praha : Mánes, 1915. Dostupné online
- Výbor z prosy : Percy Bysshe Shelley, Praha : Jan Laichter, 1920
- Básníci, věštci a bojovníci : Nová řada, Plzeň : Karel Beníško, 1920
- A Short Survey of Czech Literature, London : Kegan Paul, Trench, Trubner & Co. ; New York : E.P. Dutton & Co., 1924
- Pod listnatým stromem, Praha : Melantrich, 1932 – eseje o anglické literatuře
- Kniha o Shakespearovi. Praha : Jan Laichter
  - Díl I, Prostředí a život, 1941
  - Díl II, Dílo, 1943
- Listy o poezii a kritice, 1945 – korespondence s F. X. Šaldou z let 1908–1937.

### Souborné vydání
Praha : Jan Laichter, 1941–1947, 4 svazky:
- Kniha o Shakespearovi, Díl I, Prostředí a život, 1941
- Básníci, věštci a bojovníci, společné vydání obou dílů, 1942
- Kniha o Shakespearovi, Díl II, Dílo, 1943
- Pod listnatým stromem, 1947

### Editor
- Listy psané Johnu Bowringovi ve věcech české a slovanské literatury, Praha : Královská česká společnosti nauk, 1912
- Jan Blahoslav: Spis o zraku, Praha : Karel Reichl, 1928
- František Xaver Šalda: Výbor z kritické prózy, Praha : Státní nakladatelství, 1939